# Smoleanka, Bârzula
Smoleanka (în ucraineană Смолянка) este un sat în comuna Codâma din raionul Bârzula, regiunea Odesa, Ucraina.

## Demografie
Componența lingvistică a comunei Smoleanka
     Ucraineană (97,24%)
     Rusă (1,84%)
     Alte limbi (0,92%)
Conform recensământului din 2001, majoritatea populației comunei Smoleanka era vorbitoare de ucraineană (97,24%), existând în minoritate și vorbitori de rusă (1,84%).